# سالواتوره تودیسکو
سالواتوره تودیسکو (انگلیسی: Salvatore Todisco; ۳۰ اوت ۱۹۶۱ – ۲۵ نوامبر ۱۹۹۰) بوکسور اهل ایتالیا بود.